# Shawangunk
Shawangunk es un pueblo ubicado en el condado de Úlster en el estado estadounidense de Nueva York. En el año 2000 tenía una población de 3,235 habitantes y una densidad poblacional de 10 personas por km².

## Geografía
Shawangunk se encuentra ubicado en las coordenadas 42°36′59″N 74°13′59″O / 42.61639, -74.23306. Según la Oficina del Censo, la ciudad tiene un área total de 146,4 km² (56,5 mi²), de la cual 145,6 km² (56,2 mi²) es tierra y 0,8 km² (0,3 mi²) (0.55%) es agua.

## Demografía
Según la Oficina del Censo en 2000 los ingresos medios por hogar en la localidad eran de $52,366, y los ingresos medios por familia eran $59,975. Los hombres tenían unos ingresos medios de $40,967 frente a los $29,608 para las mujeres. La renta per cápita para la localidad era de $19,402. Alrededor del 13.4% de la población estaban por debajo del umbral de pobreza.